# Charles Granger
Charles Ronald McKay Granger PC OC (* 12. August 1912 in Catalina, Neufundland; † 22. August 1995) war ein kanadischer Journalist und Politiker der Liberalen Partei Kanadas.

## Leben
Granger war nach dem Schulbesuch als Journalist tätig und begann seine politische Laufbahn, als er als Kandidat der Liberalen Partei bei der Unterhauswahl im Mai 1958 für den Wahlkreis Grandfalls-White Bay-Labrador erstmals zum Mitglied des Unterhauses gewählt wurde und diesem zunächst bis August 1966 angehörte. Während dieser Zeit war er zunächst zwischen Februar 1964 und April 1965 Vorsitzender des Ständigen Unterhausausschusses für Seefahrt und Fischerei sowie von Januar bis Juli 1966 Parlamentarischer Sekretär beim Fischereiminister.
Im August 1968 legte er sein Abgeordnetenmandat im Unterhaus nieder, nachdem er Minister für die Angelegenheiten von Labrador in der Provinzregierung Neufundlands von Premierminister Joey Smallwood wurde und dieses Amt bis 1967 behielt. Zugleich war er von September 1966 bis 1967 Mitglied im Abgeordnetenhaus von Neufundland und Labrador für den Wahlkreis Gander.
Nach etwas mehr als einem Jahr verließ Granger die Provinzpolitik jedoch wieder und wurde im September 1967 von Premierminister Lester Pearson zum Minister ohne Geschäftsbereich in das 19. Bundeskabinett berufen. Zugleich wurde er bei einer Nachwahl (By-election) im November 1967 im Wahlkreis Bonavista-Twillingate wieder in das Unterhaus gewählt. Das Amt des Ministers ohne Geschäftsbereich übernahm er auch im nachfolgenden 20. Bundeskabinett von Premierminister Pierre Trudeau, verlor dieses jedoch am 5. Juli 1968, nachdem er zuvor bei der Unterhauswahl vom 25. Juni 1968 eine Niederlage im Wahlkreis Gander-Twillingate erlitten hatte und nicht wieder ins Unterhaus gewählt wurde.
Am 19. Oktober 1994 wurde er zum Offizier des Order of Canada ernannt. Mit der Verleihung wurden seine Bemühungen in der Kampagne zur Eingliederung von Neufundland und Labrador in die Kanadische Konföderation im Jahr 1949 gewürdigt. Zugleich prägte er die Geschichte seiner Provinz und Kanadas für mehr als fünf Jahrzehnte auch durch seine Arbeit als Journalist. Darüber hinaus wurde sein Einsatz für die Rechte von Fischern und seine Arbeit für den sozialen Wandel in der Provinz- und Bundespolitik gewürdigt sowie sein Einstehen für Wirtschaft, soziale und kulturelle Aktivitäten in seinem Umfeld.